# Gruppo Sportivo R.S.T. Littorio 1942-1943
Questa voce raccoglie le informazioni riguardanti il Gruppo Sportivo R.S.T. Littorio nelle competizioni ufficiali della stagione 1942-1943.

## Stagione
Come allenatore della squadra venne scelto Géza Kertész, che guidò il club per le prime nove partite del campionato, prima di venire chiamato a guidare la Roma.
Il club chiuse il torneo al quarto posto nel Girone L.

## Rosa
| N. |                   | Ruolo | Calciatore         |
| -- | ----------------- | ----- | ------------------ |
|    | Italia (bandiera) | A     | Giuseppe Armao     |
|    | Italia (bandiera) | A     | Otello Bonaventura |
|    | Italia (bandiera) | D     | Fiorenzo Chiesa    |
|    | Italia (bandiera) | A     | Bruno Civran       |
|    | Italia (bandiera) | D     | Arvisto Feroli     |
|    | Italia (bandiera) | A     | Alfredo Guadagnoli |
|    | Italia (bandiera) | C     | Millo Marsigli     |
|    | Italia (bandiera) | A     | Guido Muzzioli     |

| N. |                   | Ruolo | Calciatore        |
| -- | ----------------- | ----- | ----------------- |
|    | Italia (bandiera) | P     | Archimede Nardi   |
|    | Italia (bandiera) | A     | Filippo Picchi    |
|    | Italia (bandiera) | C     | Alberto Piccinini |
|    | Italia (bandiera) | A     | Tolmino Pronti    |
|    | Italia (bandiera) | C     | Rosini            |
|    | Italia (bandiera) | C     | Solaini           |
|    | Italia (bandiera) | D     | Armando Trillò    |
|    | Italia (bandiera) | A     | Oliviero Zega     |